# Adolphe Landry
Michel Auguste Adolphe Landry (29 de setembro de 1874 - 30 de agosto de 1956) foi um demógrafo, escritor e político francês. Como político, foi deputado e depois senador pela Córsega entre 1910 e 1955, Ministro da Marinha de 1920 a 1921 e Ministro do Trabalho e Previdência Social de 1931 a 1932. Landry foi também Ministro da Instrução Pública por dois dias em junho de 1924. Como escritor, foi o autor de vários livros sobre economia e demografia. Ele viu que países como a França passaram por uma transição de uma era de altas taxas de natalidade e mortalidade para uma era de baixas taxas de natalidade e alta expectativa de vida, situação em que a população pode realmente diminuir, a menos haja intervenção do Estado.

## Primeiros anos (1874-1919)
Michel Auguste Adolphe Landry nasceu em 29 de setembro de 1874 em Ajaccio, na Córsega. Vindo de uma antiga família corsa, tinha um irmão, que se tornou diretor do Instituto Francês de Florença, e três irmãs. Uma delas, Marguerite Pichon-Landry, tornou-se presidente do Conselho Nacional das Mulheres Francesas (Conseil National des femmes françaises). Landry frequentou a escola secundária em Nîmes, onde seu pai era presidente do tribunal, então no Lycée Louis-le-Grand.  Ele foi admitido na École Normale Supérieure, onde obteve uma agrégation de philosophie, que o qualificou como professor associado de filosofia. 
Landry mudou-se para Toulouse, onde se casou em 1897 e teve dois filhos. Ele então se voltou para a lei, que havia cursado na Sorbonne.  Em sua tese de 1901 sobre a utilidade social da propriedade privada, Landry apresentou o trabalho de Karl Marx como uma conquista importante, mas que poderia ser corrigida e melhorada. Ele condenou o capitalismo e sua obsessão pelo lucro e viu valor em uma forma de socialismo que incorporava o marginalismo e o liberalismo.  Esta tese atraiu comentários consideráveis, muitos deles hostis. Em 1904 publicou L'intérêt du capital, seguido por vários outros trabalhos sobre economia, história da arte e sociologia política. Em 1907 ele foi nomeado para a cadeira de história econômica na École pratique des hautes études. 
Landry concorreu à eleição para a câmara dos deputados em 6 de maio de 1906, mas não teve sucesso. Ele concorreu novamente em 1910 pelo distrito eleitoral de Calvi, desta vez sendo eleito no segundo turno. Na câmara, ele estava particularmente interessado no assunto do comércio.  Em 1912, Landry tornou-se membro do conselho da natalista Alliance nationale contre le dépopulation (Aliança Nacional Contra o Despovoamento).  Ele foi influente na obtenção da aprovação da lei de 1913 para assistência a famílias numerosas. Landry concorreu à reeleição para Calvi em 26 de abril de 1914 e venceu no primeiro turno. Ele era extremamente ativo em questões como pensões de trabalhadores e camponeses, imposto de renda familiar, comércio e finanças. 

## Período entre guerras (1919-1940)
Em 16 de novembro de 1919, Landry foi reeleito na plataforma do Partido Republicano Democrático da Córsega (Parti républicain démocratique corse).  Em 1920 obteve a criação do "cartão família numerosa" ( carte famille nombreuse ) que dava descontos no transporte público para famílias com mais de dois filhos.  Em 24 de setembro de 1920, foi nomeado Ministro da Marinha no gabinete de Georges Leygues, que renunciou em 12 de janeiro de 1921.  Como ministro, ele reviveu a Académie de Marine.  Landry foi eleito vice-presidente da câmara em 1923 e reeleito em 1924. Foi relator geral da comissão de finanças. 
Em 11 de maio de 1924, Landry foi reeleito na plataforma do Partido Republicano Democrático da Córsega. Ele novamente sentou-se no Comitê de Finanças. Em 9 de junho de 1924 foi nomeado Ministro da Educação, Belas Artes e Ensino Técnico no efêmero gabinete de Frédéric François-Marsal, que durou apenas 24 horas entre o 3º gabinete de Raymond Poincaré e o 1º gabinete de Édouard Herriot. 
Em 22 de abril de 1928, Landry foi eleito deputado por Ajaccio. Mais uma vez, ele se sentou no comitê de finanças e apoiou medidas como apoio à família, moradia acessível e taxa de natalidade. Frequentemente foi relator de projetos ou projetos de lei relacionados a questões sociais ou familiares, notadamente a Lei de Previdência Social de 1930. Ele foi eleito senador em 14 de janeiro de 1930, mas renunciou em 13 de fevereiro de 1930 e voltou à câmara. Foi nomeado Ministro do Trabalho e Previdência Social no 1º e 2º gabinetes de Pierre Laval, de 27 de janeiro de 1931 a 16 de fevereiro de 1932, quando aprovou a lei que estendeu o abono de família a todos os trabalhadores do comércio e da indústria. 
Landry concorreu sem sucesso à reeleição em 1º de maio de 1932. Ele perdeu novamente nas eleições de 26 de abril de 1936, mas o resultado foi invalidado e ele foi eleito em nova votação em 30 de agosto de 1936. Ele voltou a se envolver em propostas relacionadas a problemas familiares e sociais.  Em 22 de fevereiro de 1939, o Alto Comitê da População foi criado, com Landry como um dos cinco membros. Em 30 de junho de 1939, o comitê apresentou ao governo um relatório básico que se tornou o Código da Família ( Code de la Famille ) por decreto de 29 de julho de 1939.  Ele se absteve na votação do projeto de lei constitucional de 10 de julho de 1940 que estabeleceu o governo de Vichy.  O governo o removeu de seu cargo de prefeito de Calvi. 

## Pós-guerra (1945-1956)
Após a Libertação da França, Landry não aceitou a nomeação para a Assembleia Consultiva Provisória devido aos seus princípios republicanos. Ele foi nomeado presidente do comitê sobre o custo da ocupação inimiga, então como membro do alto comitê consultivo sobre população e família. Ele foi encarregado de assessorar o governo em assuntos relacionados à proteção da família, aumento da natalidade e integração de estrangeiros. Ele foi eleito para a primeira Assembleia Nacional Consultiva em 21 de outubro de 1945, e depois para a segunda Assembleia Nacional Consultiva em 2 de junho de 1946.  Em 1945, ele ganhou a aceitação do princípio do quociente familiar, que entrou em vigor em 1948 e reduziu as desigualdades entre famílias ricas e pobres. 
Landry não conseguiu ser eleito para a legislatura nas eleições de novembro de 1946, mas foi eleito Conselheiro da República em 8 de dezembro de 1946. Em 1947 mudou-se para Nova York para restabelecer a União Internacional para o Estudo Científico da População, e foi eleito presidente desta organização. Em 1949 foi nomeado presidente honorário. Ele se juntou ao Rally dos Republicanos de Esquerda (Rassemblement des gauches républicaines, RGR) no Conselho da República. Ele foi novamente ativo nas discussões sobre questões sociais. A partir de 1952, ele não participou mais dos debates devido à sua saúde debilitada. Ele não concorreu à reeleição em 19 de junho de 1955. Adolphe Landry morreu em 30 de agosto de 1956 em Paris aos 81 anos. 

## Teorias demográficas
O interesse de Landry pela demografia desenvolveu-se no período entre guerras, culminando na publicação em 1934 de La Révolution démographique ( A Revolução Demográfica ). Este livro revisou a evolução da população mundial desde o século 18 até o período entre guerras. Landry identificou três estágios demográficos, sendo o último estagnação ou despovoamento. Ele disse que o governo deveria responder dando fortes incentivos para que os pais tenham mais filhos, como abonos de família e creches.  Landry argumentou que uma mudança mundial no tamanho relativo das populações dos países mudaria o equilíbrio de poder e ameaçaria a posição da França. 
Na visão de Landry, antes de meados do século XVIII, a população humana era estritamente regulada pelos recursos disponíveis para sustentá-la. Após, houve na Europa uma fase de transição em que as pessoas passaram a poder regular sua expectativa de vida e o número de filhos.  A reação à diminuição da mortalidade infantil seria a limitação do número de filhos. Haveria, segundo ele, um atraso até que a população compreendesse que a queda da mortalidade infantil era real e se ajustasse às novas normas sociais que dão menos importância às famílias numerosas.  Nessa fase final, ele acretivahavia uma possibilidade real de despovoamento.  As teorias de Landry foram precursoras da teoria da " transição demográfica " que se desenvolveu após a Segunda Guerra Mundial. 